# John D. Waihee

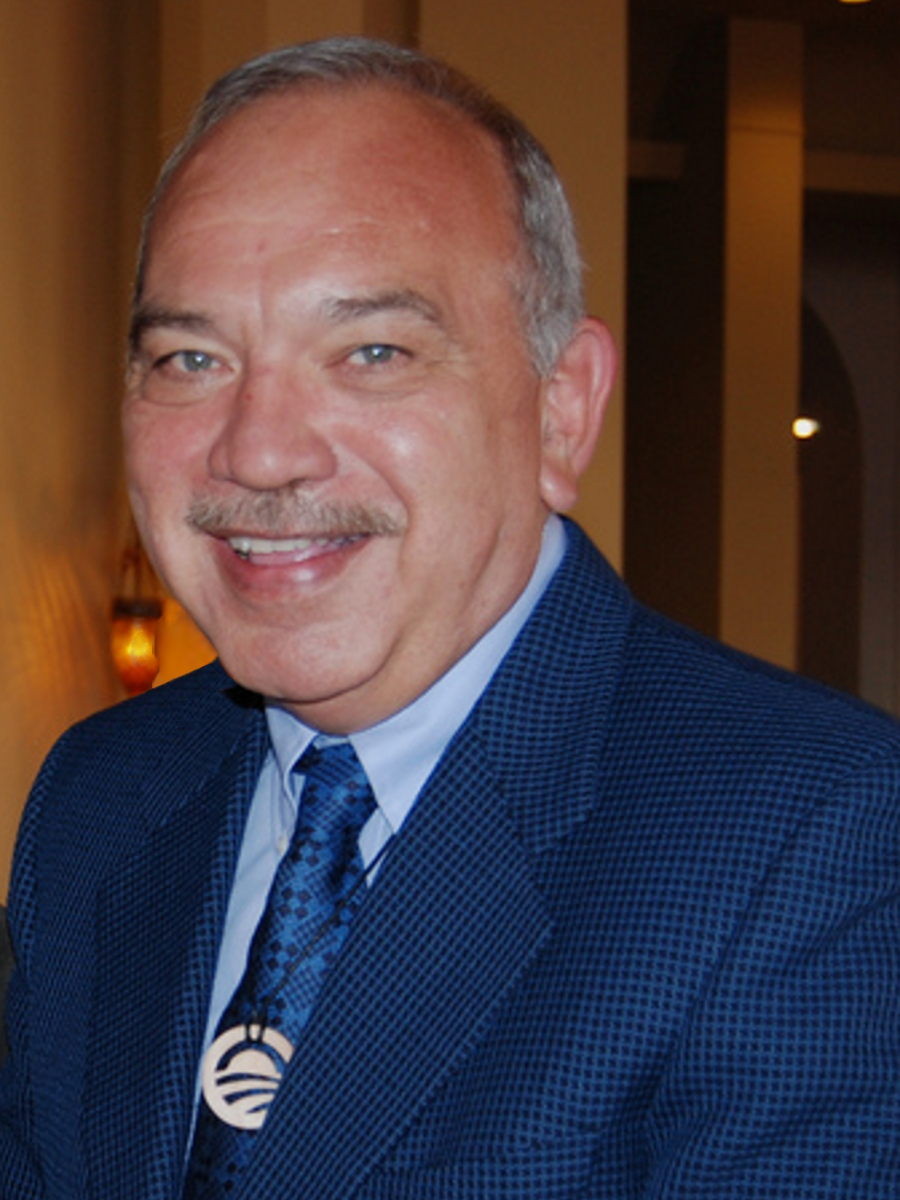
John Waihee

John Waihee III (* 19. Mai 1946 in Honokaʻa, Hawaii-Territorium) ist ein US-amerikanischer Politiker. Er war von 1986 bis 1994 der vierte Gouverneur des US-Bundesstaates Hawaii.

## Werdegang
John Waihee wurde 1946 in Honokʻaa im Hawaii County geboren. Er machte seinen Bachelor in Geschichte und Betriebswirtschaft an der Andrews University in Michigan, wobei er 1976 seinen Law Degree an der University of Hawaii erwarb. Seine politische Karriere begann 1978 mit der Wahl in den Verfassungskonvent (Constitutional Convention). 1980 wurde er in das Repräsentantenhaus von Hawaii gewählt, 1982 zum Vizegouverneur von Hawaii. 1986 wählte man ihn als Nachfolger von George Ariyoshi zum vierten Gouverneur von Hawaii; er war der erste gewählte einheimische Gouverneur von Hawaii. Seine Amtszeit ging vom 1. Dezember 1986 bis zum 5. Januar 1994; eine weitere Kandidatur war laut der Staatsverfassung nicht möglich. Nachfolger wurde sein Vizegouverneur Ben Cayetano.